# Tréguennec

Tréguennec este o comună în departamentul Finistère, Franța. În 1 ianuarie 2022 avea o populație de 312 de locuitori.